# つる座イプシロン星
つる座ε星（英語: Epsilon Gruis）は、つる座に位置している3等星の恒星である。

## 特徴
見かけの視等級は3.466等級で、肉眼でも観望出来る。地球から測定された年周視差の値は25.30ミリ秒で、これを基に計算すると、つる座ε星は約129光年離れている事になる。視線速度は-0.4km/sで、これは、つる座ε星が地球に近づいている事を示しているが、±2.1km/sの大きな誤差がある。
スペクトル分類はA2IVn型で、これは、水素による核融合反応の終えて、巨星に進化しつつある準巨星の段階にある事を示している。誕生から2億4,900万年が経過しているとされており、自転速度は235km/sと非常に高速になっている。この高速の自転の影響で、赤道直径が極直径よりも18%長い、扁平な形状になっているとされている。赤外超過が観測されている事から、周囲に星周円盤や塵円盤が存在している可能性が示唆されている。
つる座ε星は、その領域周辺で観測されているX線の放射源である可能性が高く、1.3×1028 erg/sの小規模な恒星磁場を持つとされている。